# Edvard Moser

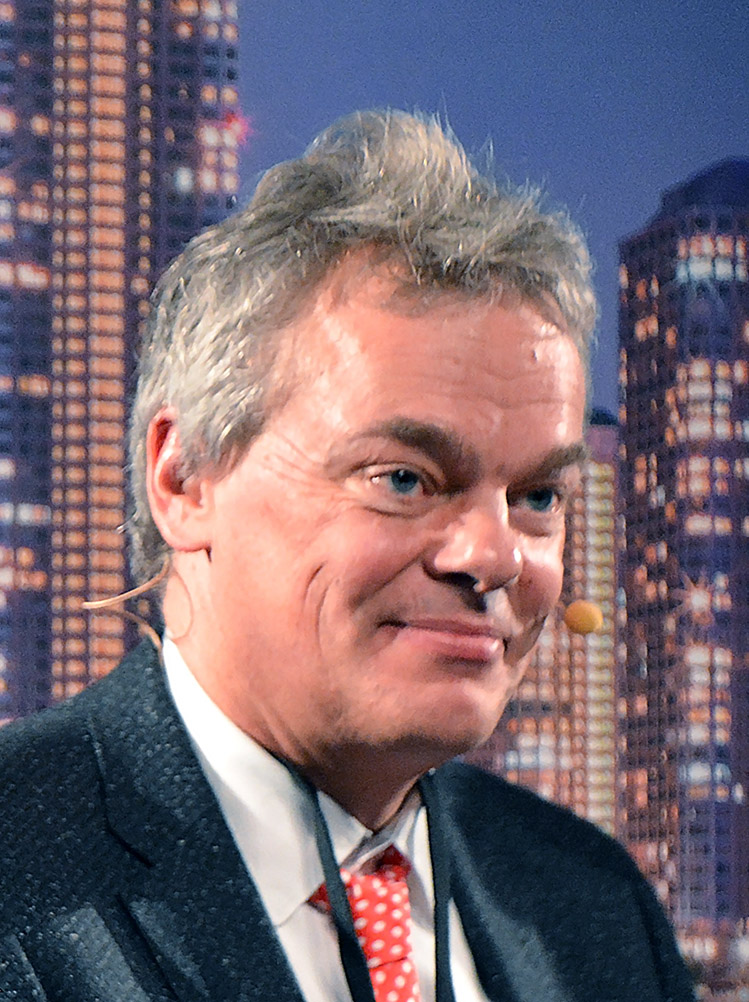
Edvard Moser (2015)

Edvard Ingjald Moser (* 27. April 1962 in Ålesund) ist ein norwegischer Neurowissenschaftler. Gemeinsam mit seiner Frau May-Britt Moser ist er für seine Arbeiten zur räumlichen Orientierung und zum räumlichen Gedächtnis bekannt, mit denen erstmals eine psychologische Funktion auf mechanistischem Niveau auf die Funktion von (einzelnen) Neuronen zurückgeführt werden konnte. Im Jahr 2014 wurde er gemeinsam mit seiner Ehefrau und John O’Keefe mit dem Nobelpreis für Physiologie oder Medizin ausgezeichnet.

## Leben
Edvard Moser ist deutscher Herkunft; seine Mutter stammt aus Essen, sein Vater aus Kronberg im Taunus. Beide Eltern wanderten 1953 aus der Bundesrepublik Deutschland nach Norwegen aus, als der Vater dort eine Stelle als Orgelbauer bekam. Sein Großvater Eduard Moser wurde 1900 in Nassau geboren und war evangelischer Pfarrer in Falkenstein im Taunus.
Er und seine Frau May-Britt Moser studierten ab 1982 an der Universität Oslo Mathematik, Statistik, Programmieren, Neurobiologie und Psychologie. Edvard Moser schloss sein Studium der Psychologie 1990 ab. Beide erwarben an der Universität Oslo bei Per Andersen einen Doktorgrad in Neurophysiologie. Vorher und nachher (als Postdoktoranden) waren sie gemeinsam bei Richard G. Morris an der University of Edinburgh. Eine weitere Postdoktoranden-Station führte sie zu John O’Keefe an das University College London.
1996 kehrten beide nach Norwegen zurück, um an der Technisch-Naturwissenschaftlichen Universität Norwegens (NTNU) in Trondheim Positionen als førsteamanuensis für Biopsychologie zu übernehmen, Edvard Moser ab 1998 mit einer ordentlichen Professur für Neurowissenschaften. 2002 gründeten beide dort das Zentrum für die Biologie des Gedächtnisses, das 2007 in das Kavli-Institut für systemische Neurowissenschaften (Institutt for systemnevrovitenskap; englisch: Kavli Institute for Systems Neuroscience) umgewandelt wurde und dessen Direktor Edvard Moser ist und dessen Vizedirektorin May-Britt Moser bis 2012 war. Seit 2013 (und bis 2022) ist Edvard Moser Vizedirektor des vom Norwegischen Forschungsrat über 10 Jahre mit 175 Millionen Norwegischen Kronen (≈ 24 Millionen Euro) geförderten und von seiner Frau geleiteten Center for Neural Computation am Kavli-Institut (Zentrum für Neuronale Berechnungen, vgl. Computational Neuroscience). Seit 2015 ist Edvard Moser auswärtiges wissenschaftliches Mitglied des Max-Planck-Instituts für Neurobiologie. Seit 2018 ist Moser Einstein Visiting Fellow am Berlin Institute of Health.
Edvard Moser und seine Frau haben an der Medizinischen Fakultät der NTNU jeweils eine Professur für Neurowissenschaften inne. Das Ehepaar hat zwei Töchter.

## Wirken
Das Ehepaar Moser befasst sich mit den Strukturen des (Ratten-)Gehirns, die an der räumlichen Orientierung beteiligt sind, an der Planung eines Weges und an der Erinnerung räumlicher Gegebenheiten (räumliches Gedächtnis). Neuronen, die an diesen Aufgaben beteiligt sind, finden sich im Hippocampus und im entorhinalen Cortex, in dem die Mosers 2005 grid cells (engl., übersetzt Gitterzellen)  identifizierten. Die grid cells arbeiten abhängig von der Bewegung eines Individuums durch seine Umgebung. Das Koordinatennetz, das durch diese Zellen gebildet wird, setzt sich aus gleichseitigen Dreiecken zusammen. Die Entdeckung der grid cells gilt als eine der wichtigsten Entwicklungen in den Neurowissenschaften am Anfang des 21. Jahrhunderts. Grid cells wurden auch bei Mäusen und Fledermäusen (und Primaten) gefunden und finden sich vermutlich bei allen Säugetieren, wenn auch der Nachweis dieser Zellen beim Menschen noch aussteht.
Das Ehepaar identifizierte weitere Zelltypen des entorhinalen Cortex, die jeweils für das Erkennen der Richtung der Bewegung oder das Erkennen der physikalischen Begrenzung der Umgebung spezialisiert sind. Die Mosers konnten auch zeigen, dass diese Informationen von den neuronalen Erregungskreisen des Raum-Gedächtnisses im Hippocampus verarbeitet werden. May-Britt und Edvard Moser klärten die Art und Weise auf, wie das Gehirn die Position des Individuums in seiner Umgebung berechnet, womit bisherige Denkungsarten diesbezüglich überwunden wurden.
Neuere Arbeiten befassen sich mit der Frage, wie die grid cells, die für die Registrierung der Bewegung im Raum zuständig sind, mit den place cells interagieren, einem von John O’Keefe beschriebenen Zelltyp, der auf das Erkennen bestimmter Orte spezialisiert ist. Eine frei zugängliche Publikation einer Übersichtsarbeit zur Thematik wurde in der Zeitschrift Cerebrum veröffentlicht.

## Auszeichnungen (Auswahl)
- 2003 Mitglied der Kongelige Norske Videnskabers Selskab (Königlich Norwegische Wissenschaftliche Gesellschaft)[11]
- 2005 Mitglied der Norwegischen Akademie der Wissenschaften[12]
- 2005 W. Alden Spencer Award
- 2011 Mitglied der Academia Europaea
- 2011 Louis-Jeantet-Preis[13]
- 2012 Perl-UNC Neuroscience Prize[14]
- 2013 Louisa-Gross-Horwitz-Preis[15]
- 2014 Ausländisches Mitglied der National Academy of Sciences[16]
- 2014 Körber-Preis für die Europäische Wissenschaft[17]
- 2014 Karl Spencer Lashley Award
- 2014 Nobelpreis für Physiologie oder Medizin[2]
- 2015 Mitglied der American Philosophical Society
- 2016 Mitglied (Matrikel-Nr. 7694) der Deutschen Akademie der Naturforscher Leopoldina[18]
- 2023 Auswärtiges Mitglied der Royal Society